# نجار خان
نجار خان (بالإنجليزية: Nigaar Khan)‏ هي ممثلة تلفزيونية هندية معروفة بتجسيدها دور عدد من الشخصيات السلبية، وهي الأخت الأكبر لعارضة الأزياء والممثلة الهندية جوهر خان.
تَزوجت نجار من صديقها رجل الأعمال الباكستاني خيام شيخ في دبي بتاريخ 23 يوليو 2015، وبعد الزواج انتقلت للعيش في دُبي.

## معرض الصور

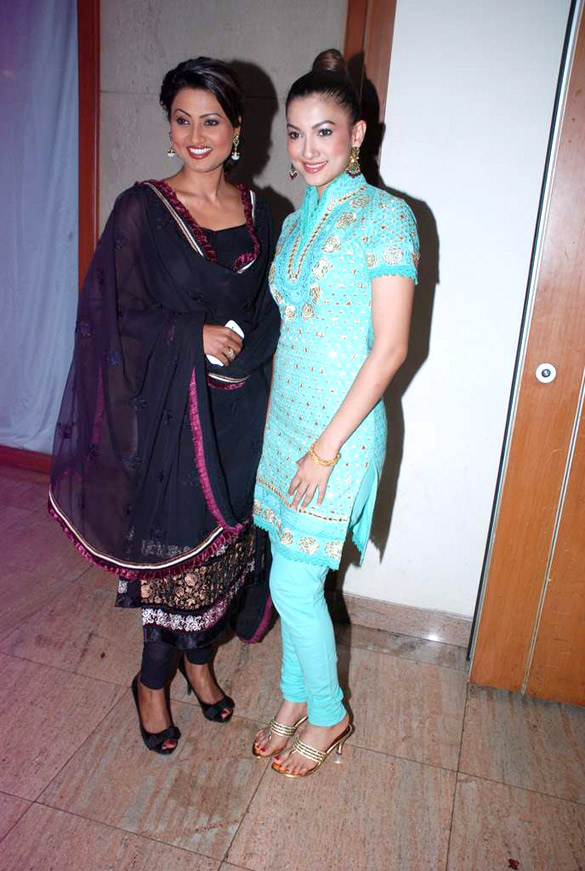
نجار وَجوهر خان

## وصلات خارجية
- نجار خان على موقع IMDb (الإنجليزية)
- نجار خان على موقع قاعدة بيانات الفيلم (الإنجليزية)